# 查氏細鰩
查氏細鰩（學名：Rajella challengeri），為軟骨魚綱鰩目鰩科鰩屬的一種，分布於澳洲新南威爾斯至大澳大利亞灣海域，深度860至1500公尺，本魚體盤窄，呈心形至亞圓形，頂端圓形，寬度為體長的52–56%，約為其長度的1.1倍，尾部細長，明顯變細，長度是從吻端到泄殖腔後部的距離的1.1-1.3 倍；尾不寬，中部寬度為高度的1.3–1.9倍，第一背鰭起點的1.5–1.8倍，上顎前長度為體長的12–14%，吻長為眶間寬的2.9-3.3倍；眼眶直徑為眶間寬度的77–94％，第一背鰭通常與第二背鰭相連，其高為基長的1.3-2.1倍，背面的前緣非常多刺，肩胛喙突附近橫排3根刺，尾部有5-7排不規則的刺，上顎齒列26-36列，背部主要為幾乎均勻的淺色，腹部為深得多的棕黑色或黑色，腹側感覺孔不明顯，體長可達56.1公分，棲息在大陸坡，為底棲性魚類，肉食性，卵生，生活習性不明。